# Karate-Weltmeisterschaften 1984
Die siebten Karate-Weltmeisterschaften fanden 1984 in der Eurohal in Maastricht, Niederlande statt.

## Medaillen

### Männer
| Disziplin         | Gold                   | Silber             | Bronze               |
| ----------------- | ---------------------- | ------------------ | -------------------- |
| Kata Herren       | Tsuguo Sakamoto        | Masashi Koyama     | Efthimios Karamitsos |
| Kumite bis 60 kg  | Dirk Betzien           | Nicola Simmi       | Isno Alberto         |
| Kumite bis 60 kg  | Dirk Betzien           | Nicola Simmi       | Shinichi Hasegawa    |
| Kumite bis 65 kg  | Ramon Malavé           | Ignacio Lugo       | Roel van Loon        |
| Kumite bis 65 kg  | Ramon Malavé           | Ignacio Lugo       | Marc van Reybrouck   |
| Kumite bis 70 kg  | Jim Collins            | Gonzalo Rodríguez  | Cecil Hackett        |
| Kumite bis 70 kg  | Jim Collins            | Gonzalo Rodríguez  | Felipe Hita          |
| Kumite bis 75 kg  | Toon Stelling          | Javier Gomez       | Yorihisa Uchida      |
| Kumite bis 75 kg  | Toon Stelling          | Javier Gomez       | Serge Serfati        |
| Kumite bis 80 kg  | Pat McKay              | Otti Roethof       | Dudley Josepa        |
| Kumite bis 80 kg  | Pat McKay              | Otti Roethof       | Pino Sacchi          |
| Kumite über 80 kg | Jerome Atkinson        | Claudio Guazzaroni | Marc Pyrée           |
| Kumite über 80 kg | Jerome Atkinson        | Claudio Guazzaroni | Massimo di Luigi     |
| Kumite offen      | Emmanuel Pinda         | Patrice Ruggiero   | Vic Charles          |
| Kumite offen      | Emmanuel Pinda         | Patrice Ruggiero   | Jyri Kauria          |
| Team              | Vereinigtes Königreich | Schweden           | Spanien              |
| Team              | Vereinigtes Königreich | Schweden           | Frankreich           |

### Damen
| Event             | Gold            | Silber         | Bronze             |
| ----------------- | --------------- | -------------- | ------------------ |
| Kata Damen        | Mie Nakayama    | Setsuko Takagi | Chu Mei-yuen       |
| Kumite bis 53 kg  | Sophie Berger   | Anita Myhren   | Kim Friedl         |
| Kumite bis 53 kg  | Sophie Berger   | Anita Myhren   | Catherine Girardet |
| Kumite bis 60 kg  | Tomoko Konishi  | Wang Kuei-yuan | Beverly Morris     |
| Kumite bis 60 kg  | Tomoko Konishi  | Wang Kuei-yuan | Sari Nybäck        |
| Kumite über 60 kg | Guus van Mourik | Yvette Bryan   | Kari Lunde         |
| Kumite über 60 kg | Guus van Mourik | Yvette Bryan   | Stine Nygård       |

## Medaillenspiegel
| Rang  | Land                   | Gold | Silber | Bronze | Gesamt |
| ----- | ---------------------- | ---- | ------ | ------ | ------ |
| 1     | Vereinigtes Königreich | 4    | 1      | 3      | 8      |
| 2     | Japan                  | 3    | 2      | 2      | 7      |
| 3     | Frankreich             | 2    | 1      | 4      | 7      |
| 4     | Niederlande            | 2    | 1      | 3      | 6      |
| 5     | Schweden               | 1    | 1      | 0      | 2      |
| 6     | BR Deutschland         | 1    | 0      | 1      | 2      |
| 7     | Italien                | 0    | 2      | 2      | 4      |
| 8     | Norwegen               | 0    | 1      | 2      | 3      |
| 8     | Spanien                | 0    | 1      | 2      | 3      |
| 10    | Chinesisch Taipeh      | 0    | 1      | 1      | 2      |
| 11    | Mexiko                 | 0    | 1      | 0      | 1      |
| 11    | Schweiz                | 0    | 1      | 0      | 1      |
| 13    | Finnland               | 0    | 0      | 2      | 2      |
| 14    | Vereinigte Staaten     | 0    | 0      | 1      | 1      |
| 14    | Belgien                | 0    | 0      | 1      | 1      |
| Total | Total                  | 13   | 13     | 24     | 50     |